# 静岡県立袋井商業高等学校
静岡県立袋井商業高等学校（しずおかけんりつ ふくろいしょうぎょうこうとうがっこう）は、静岡県袋井市久能に所在する公立の商業高等学校。毎年、袋商ショップが行われることで有名である。地元では最近、「ロイショー」という愛称で知られているが、昔は「袋商」（フクショー）と呼ばれていた。3つの学科があったが（経理科、情報科、流通経済科）近年商業科に統一された。

## 設置学科
- 商業科

## 沿革
- 1923年：静岡県袋井商業学校として創立
- 1929年：県立に移管し、静岡県立袋井商業学校となる
- 1944年：戦時非常措置で静岡県立袋井工業学校に転換
- 1946年：静岡県立袋井商業学校を再設置
- 1948年：学制改革で静岡県立袋井実業高等学校となる
- 1949年：静岡県立袋井高等学校（旧校）に改称
- 1950年：普通課程を設置
- 1959年：商業高校に転換し、現校名となる。

## 著名な卒業生
- 小池久雄（元ヤマハ発動機社長）旧袋井商業学校時代
- 加藤健一（俳優）
- ゲッターズ飯田（タレント、占い師）
- 海野尚武（元プロ野球選手）旧袋井実業時代

## 交通アクセス
- JR袋井駅1番のりば「秋葉中遠線（市民病院経由）」「秋葉線」に乗車し「袋井商業高校前」下車（所要時間約9分）